# Joaquín Muñoz
Joaquín Emanuel Muñoz Almarza (28 de diciembre de 1990) es un futbolista chileno. Juega de Arquero por el club Deportes Concepción de la Primera B de Chile.

## Clubes
| Club                 | País  | Año       |
| -------------------- | ----- | --------- |
| Municipal La Pintana | Chile | 2010−2011 |
| Audax Italiano       | Chile | 2012-2023 |
| Deportes Concepción  | Chile | 2024-Act. |

## Palmarés

### Campeonatos nacionales
| Título           | Equipo              | País  | Año  |
| ---------------- | ------------------- | ----- | ---- |
| Segunda División | Deportes Concepción | Chile | 2024 |